# Илорская икона Святого Георгия

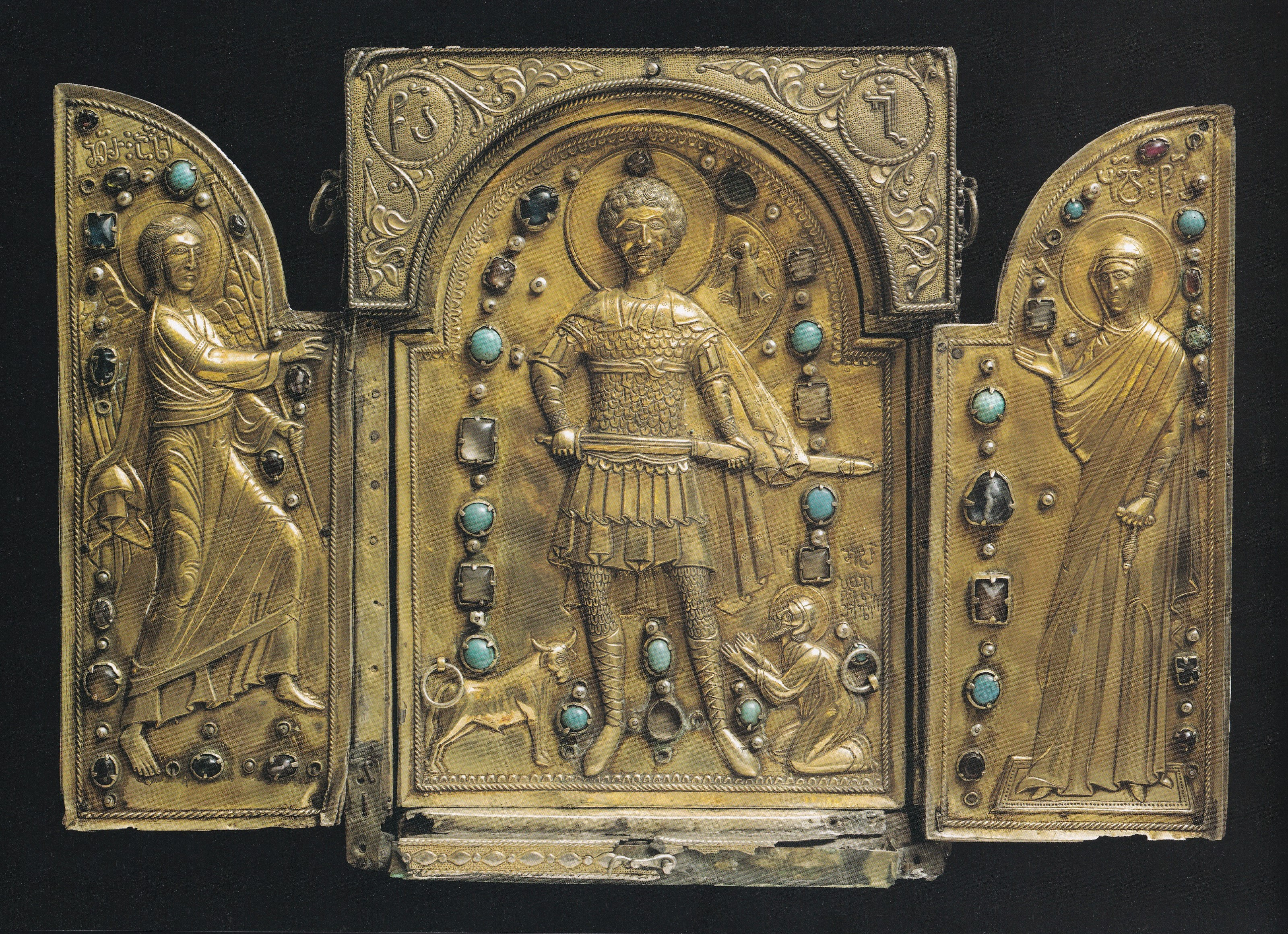
Илорская икона Святого Георгия

Илорская икона Святого Георгия (груз. ილორის წმინდა გიორგის ხატი) — икона из Илорской церкви Святого Георгия Грузинской православной церкви. Икона ныне хранится в музейном комплексе дворцов Дадиани. Икона представляет собой триптих, на передней стороне которого изображены святые Димитрий и Феодор с уточняющими надписями на древнегрузинском языке. Во внутренней части триптиха стоя изображён Святой Георгий в военном облачении. Надпись на мргвловани указывает на факт дарования иконы митрополитом Кириллом Жванидзе. В надписях упоминаются также Георгий III Дадиани (1572—1582) и его супруга Тамара.